# Portell de Crabes
El Portell de Crabes és una collada que es troba en el terme municipal d'Espot, a la comarca del Pallars Sobirà, i dins del Parc Nacional d'Aigüestortes i Estany de Sant Maurici.	

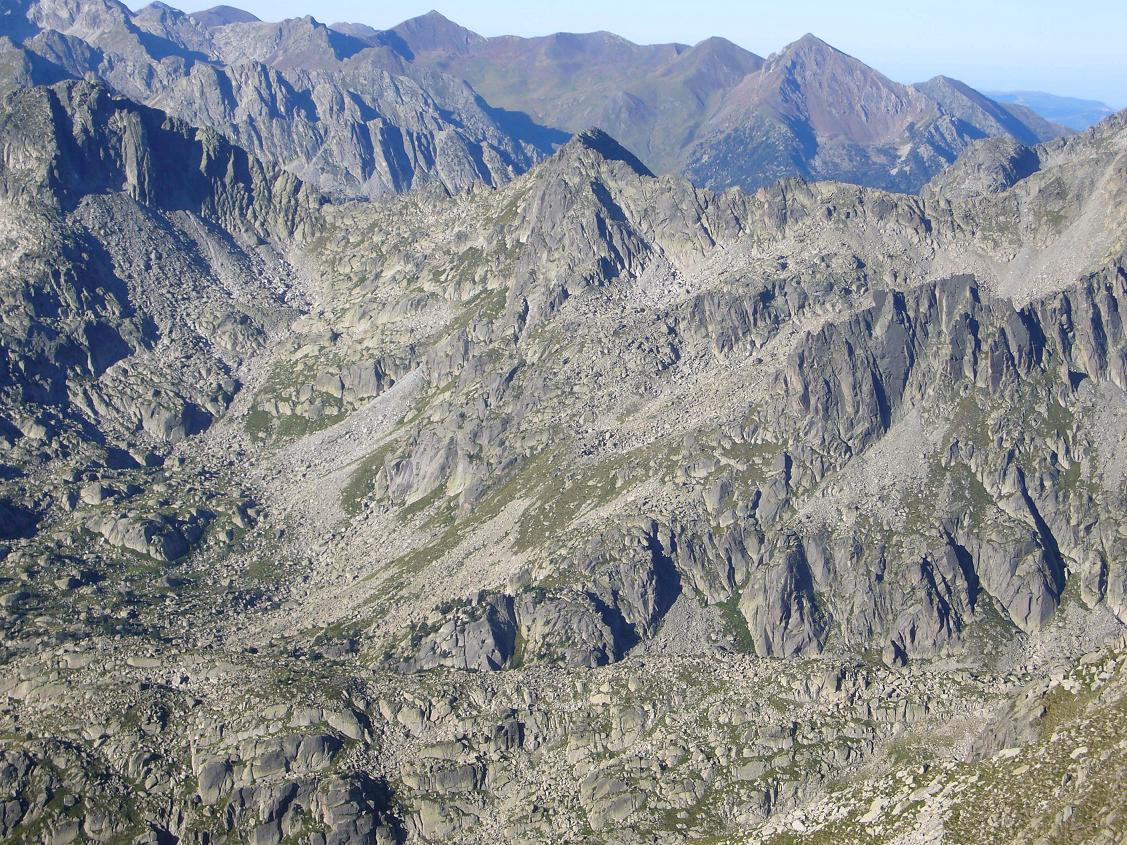
Imatge amb anotacions

El coll està situat a 2.593 metres d'altitud, entre el Cap de Crabes al nord i el Pic del Portarró a l'oest-sud-oest; comunica la Vall de Sarradé (SO) i la Coma de Crabes (NE).

## Rutes[2]
Dues són les principals:
- Per la Vall de Ratera: abandonant el GR 11, en el seu ascens al Port de Ratera d'Espot, per damunt de l'Estany de les Obagues de Ratera, girant al sud-est i travessant la Coma de Crabes.
- Per Colomers d'Espot: abandonat el camí que des de l'Estany Llong, poc abans d'arribar al Portarró d'Espot, per agafar el camí que horitzontalment porta a l'Estany del Bergús i abandonar-lo a mig camí per ascendir a la collada.